# BISTRO SMAP
「BISTRO SMAP」（ビストロスマップ）は、フジテレビ系列で放送されていたバラエティ番組『SMAP×SMAP』内のコーナーである。ビストロSMAPと表記される場合も多いが、本項ではBISTRO SMAPという表記で統一する。

## 概要
SMAPのメンバー（中居正広・木村拓哉・稲垣吾郎・草彅剛・香取慎吾）がレストラン「BISTRO SMAP」のオーナーとシェフに扮して、来店したゲストのオーダーに合った料理を振る舞い、一番ゲストの気に入った料理を作った勝者を決めるコーナーである。番組開始から終了まで一貫して放送されており、作られた料理のレシピをまとめた番組本がベストセラーになるなど、番組を代表するコーナーとなり、回によっては稀に全編本コーナーで構成されることもあった。
当初は、メンバーの中で料理が得意だった森且行（当時SMAPのメンバー）と木村が料理で対戦するというコンセプトで始まり、「あなたの想い出つくります」というサブタイトルもあった。しかし、番組開始直後に森がオートレースの選手になるためSMAPを脱退。残った5人のうち、中居（オーナー）を除く4人が二手に分かれて料理を作って対戦する形態に変更になった。
メンバーが着ているシェフの衣装で、首に巻いているタイの色は、中居は■ピンク、木村は■赤、稲垣は■青、草彅は■黄色、香取は■緑となっている。これらの色の由来は、『夢がMORI MORI』のコーナーの一つ「音松くん」で各メンバーが演じていた6つ子のキャラクター個々のイメージカラーに由来していると言われるが、「音松くん」の配役では、中居は青松で■青、稲垣は桃松で■ピンクであり、BISTROでは入れ替わっている。個人のイメージ色が指定されるようになったのは稲垣謹慎に伴う個人戦が開始された2001年10月からで、それまでは向かって左の（木村のいる）ペアは必ず■赤のタイで、右は稲垣を含むペアの時は■青のタイ、草彅・香取ペアの時は■黄色のタイだった（なお、森在籍時から5人体制になって暫くするまでの木村がいない方のペアのシェフ衣装は、初期は水色地、途中からは薄いピンク地だった）。個人のイメージ色はビストロ以外のコーナーなどでもテロップの配色として使われていた。また、初期から最終回まで一貫して帽子には勝利回数分のキスマーク（10回ごとに少し大きいサイズで「10」「20」など数字が書かれたマークに纏められる）が、肩の辺りにこれまでの総勝利数が書かれたキスマークが、胸元にはBISTRO KING決定戦優勝回数分の王冠型アクセサリーがついている。
森在籍時は「オーナー」の中居はタキシード姿、ギャルソン役を香取ないし稲垣が務めていた。森脱退後も1999年ごろまで中居は青色のタキシード姿を続けていたが、99年の4月ごろからは黒色のギャルソン風の衣装に変化している。長らくこの衣装のままだったが、2014年の春頃に再度中居の衣装がリニューアルされ、茶色又は朱色のベスト風の衣装を着るようになった。
香取がいない方のペアの作った料理をゲストが試食する時には、中居のトーク展開によりゲストから「おいしい（またはそれに各当する語）」という一言を引き出し、それを合図に香取が、ゲストにちなんだ仮装や演技などの一人ショートコントを繰り広げるのが恒例（おいしいリアクション）。香取曰く、この仮装には20分程度かかるらしい。当初は相手ペアの料理に対し「おいしい」と言われて、「ピンチ!」という意味合いが強かった。香取以外のメンバーもやったことがある。最初は香取が隣のカメラに向かってあらゆるリアクションをとることから始まり、調味料を口に含む、スタジオのあらゆる場所に隠れる、ボードから顔を出す、そして仮装…と変貌を遂げている。最近では中居がトークの最後にあらためて「お味の方はいかがでしたか？」などと聞き直し、「おいしい」を引き出して中居が「おいし〜い!!」とコールした後で「おいしいリアクション」に入る。リアクション内容によっては編集でカットされる場合も稀にある。また、極めて稀にゲストが料理が気に入らないなどの理由から中居が「おいしい」を引き出せずに、おいしいリアクションを行えない場合もあった。そのため、香取が最後の判定のときに奥からそのまま出てくるというケースもあった。
女性ゲストのときは、勝利したチームの二人にキスをするのが定番（おいしいキス）。番組中期頃までは、キスのタイミングで女性の囃し立てるような声が入っていたが、公開形式になってからは原則拍手となった。稀に、男性ゲストでもノリでキスをさせられたり、身長差からキスが上手くいかないなどのハプニングも起きる事があった。また、香取が深津絵里にキスをしてもらうはずが共に来店していた堤真一にキスをされるも目を瞑っていたために気づかず、木村から指摘された後に抗議するということもあった。
調理時間は収録時はまちまちで、初期は料理に慣れていないメンバーがほとんどであったことから、一回分の調理につきおおよそ2時間程度は費やしていたが、番組の長期化と共に料理に手慣れていくにつれて番組末期には平均して30分程度までに縮んでいた。そのため、初期の頃はかなりトークに主軸が置かれていた。それは番組末期まで続いたものの、中期以降になるとまだゲストの話が終わっていなくても、料理が完成して、次のコーナーに移ることも多かった。なお、初回から暫くは各ペアの補助で別のシェフが複数人付いていたがすぐにいなくなっている。生放送版では調理時間が30分（初期は12分〜15分）と限られている。
コーナーのナレーションは増田晋、担当ディレクターは代々木明徳である。服部栄養専門学校の指導、フードコーディネーター・結城摂子の監修の下、料理対決が行われている。
また、このコーナーに限っては、地上デジタル放送にてBISTRO SMAPロゴによるチャンネルロゴ表示を左上に表示している（CM中は非表示、2007年3月までは右上に表示していたが、4月からフジテレビなどで局ロゴのウォーターマークを表示し始めた関係から、現在の位置による表示となった）。

## コーナーの進行
本項では、5人体制後の流れを記す。
1. オーナーを務める中居が、その人の人物像を連想させる発言をしてお客様を呼び出し、「ご予約のお名前は?」と聞く。
2. お客様が名前を言った後に、中居が続けて「ご注文は何にしましょう?」と聞く[注 1]。
3. お客様が食べたい料理を言った後に、中居が呼び鈴を鳴らし、「オーダー! ○○!!」と叫びながら、シェフを務める木村、稲垣、草彅、香取に伝える。4人のシェフは2つのチームに分かれており、毎回、チームのメンバーが入れ替わる。
4. 中居に注文を言われると、すかさず4人のシェフが「ウィームッシュ」と叫びながら、返事をする[注 2]。
5. 返事の後、4人のシェフが一斉に調理にかかる。
6. シェフの調理が開始すると、中居とお客様のトークが始まる。
7. 一通りシェフの調理が終わり、コーナーの後半になると、中居とお客様が下の厨房に降りる。公開形式になるまでは4人のシェフも交えてのトークだったが、公開形式導入後はお客様とSMAPによるフリップを使った企画形式のトークなどのミニコーナーとなっていた。
8. 公開形式になってからはカットされていたが、調理終了時は4人のシェフの「出来た!」というコールが合図となる。公開形式になって以降は、各シェフの料理が一通り終わるタイミングを待って、中居がゲストを誘導するようになった。
9. 企画終了後、実食が始まり、チーム毎にそれぞれの料理をお客様が実食する。
10. 実食の途中になると、中居がお客様の「おいしい」を引き出して、「おいし〜い!!」と叫ぶと、香取による「おいしいリアクション」が始まる。「おいしいリアクション」は、香取がお客様にまつわる芸能人やキャラクターのコスプレをして登場する。
11. コーナーの最後には、中居が「○○対決、判定は!?」と聞き、対決の勝敗を決める。公開形式になってからは「判定は!?」の後にティンパニロールを流すようになった。
12. お客様が女性の場合は、勝者チームにキス、男性の場合は記念品などをそれぞれプレゼントする。

## コーナーの歴史
- 1996年4月15日『SMAP×SMAP』放送開始・同コーナー開始。第1回のゲストは大原麗子。番組開始5周年を迎えた2001年4月23日に再び来店した。
- 1996年5月27日放送（ゲスト：桃井かおり）ではSMAPを脱退する森且行最後の出演。
- 1996年7月29日放送（ゲスト：真野響子）では史上初の引き分けを記録。
- 1998年3月30日放送では「BISTRO SMAP in ロサンゼルス」と題してアメリカでロケを敢行し、ゲストであるウーピー・ゴールドバーグ（同コーナー史上初の外国人ゲスト）に料理を振る舞った。
- 1998年7月18日〜19日放送の『'98FNS1億2700万人の27時間テレビ夢列島 てれずにいいこと、てれずに楽しく』での深夜に行われた『めちゃ×2イケてるッ!』内の企画では、『流出!裏めちゃイケてれずにええこと』と題して、このコーナーがパロディとして利用され、ギャルソン役及び司会進行は矢部浩之が、普段ギャルソン役の総合司会の中居もお客様という設定で出演。また時間帯が深夜ということもあり、普段のめちゃイケでは出来ないようなお色気企画満載の内容となってる。コーナーには『A女E女』に出演してた催眠術氏の松岡圭祐が女性タレントに催眠術をかける企画や、めちゃイケの前身番組である『殿様のフェロモン』の名物コーナー「ハケ水車」が5年ぶりに復活した。
- 2001年8月24日に稲垣が逮捕され、活動を自粛していた際には、2チームに分かれるグループ戦ではなく、4人のうち1人がオーナーとなり、3人で個人戦を行った（稲垣の復帰以降も個人戦はしばらくの間続いたが、オーナーは原則中居に固定）。これにより、ほとんど料理経験のない中居もシェフとして参加することになった。
- 2003年1月13日放送分からグループ戦が復活。中居は2003年2月24日放送分までグループ戦に参戦し、オーナーの週替わり制も稲垣を加えて継続していたが、2003年4月から中居がオーナーで他の4人が料理を作る形式に戻った。
- 2006年2月6日放送は草彅がインフルエンザにより欠席したため、中居以外の3人で個人戦となった。
- 2006年4月17日放送では放送開始10周年ということを理由に、タモリが初登場し、翌週2006年4月24日放送に中居と組んで勝利した木村・稲垣と、料理対決をすることになり、香取、草彅がオーナーの立場で行った。
- 2006年7月10日放送は中居が流行性角結膜炎により欠席したため、代わりにオーナーは稲垣・香取が行い、木村vs草彅の対決になった。
- 2007年1月1日放送のスペシャルでは、石原軍団（渡哲也・舘ひろし・神田正輝・徳重聡）がゲスト出演。最初は通常通りの対決を行い、木村・稲垣ペアが勝利した。その後引き続いて、勝った木村・稲垣ペアと石原軍団（神田・徳重ペア）とで料理対決を行い、判定はSMAP・石原軍団全員がどちらかに札を上げる形で行った。この時西部警察の裏話に加え、石原プロモーションが制作した名物・炊き出しのプロモーションビデオを披露した。
- 2007年7月29日放送の『FNS27時間テレビ みんな“なまか”だっ!ウッキー!ハッピー!西遊記!』内で行われた生放送では、中居オーナー・香取ゲストという形で、シェフ3人での個人戦を実施している（総集編を除いて、SMAPのみで実施したBISTROは史上初）。
- 2008年1月14日放送の「生BISTRO SMAP」から中居がウィッグを被って登場。これは中居が当時、映画『私は貝になりたい』の役作りとして丸坊主にしたためだが、ウィッグを中居が気に入ったのか映画撮影が終了後もしばらく、2013年頃まではウィッグ姿で出演していた。そのため、この時期の中居は、ビストロとビストロ以外のコーナーで髪型が違っていた。
- 2008年3月10日放送から「お友達ビストロ」がスタート。来店経験のあるゲストが友人を連れて来店する。紹介されるもう一人のゲストは放送本番まで明らかにされない。開始日には、泉ピン子がシークレットゲストと来店。
- 2009年3月2日放送のゲストにベッキーとベッキーの実の母親が出演した。一般人の出演はもちろん、BISTRO SMAP初の親子出演となった（その後、2009年6月15日放送から、芸能人とその家族に招待状が送られる「ビストロ Invitation」として正式にコーナー化）。
- 2009年4月23日に草彅が逮捕され、活動を自粛していた際には、SMAPやスタッフらの意向により通常放送そのものを自粛したため（総集編・特別編で復帰まで繋いだ）、BISTRO SMAP自体の放送が行われなかった（4月27日放送予定だった木下優樹菜三姉妹がゲストの回は、草彅復帰後の6月15日に放送された）。
- 2009年6月1日放送から、6週間ぶりにBISTRO SMAPが再開。爆笑問題をゲストに迎えたが、草彅の復帰を記念してか、ゲストとメンバーが同時に食事したり、ゲストの代わりに草彅が「おいし〜い!!」と言ったり、勝利した木村が久々に稲垣の腕に噛み付くシーンが再び見られたりと、珍しい場面がいくつかあった。
- 2009年10月26日放送ではコーナー開始以来初となるジャニーズ事務所の後輩であるKinKi Kidsが出演。これ以降ジャニーズ事務所所属の後輩タレントが出演するようになった。
- 2010年9月13日放送から「格付けビストロ」と称した個人戦形式に移行。1人1品を作り、事前の抽選順に1人ずつ料理をゲストに提示、1品食べる度にゲストが暫定順位を付け、4人分食べ終えた時点で1位から最下位まで最終的な順位を決定。1位は通常通りのご褒美が、最下位は皿洗いのペナルティ。格付けビストロ開始に伴い、第1回からそれまで行われていた「みんなで試食」が廃止された。
- 2011年5月23日放送からは再びグループ戦に戻った。また、これまでスペシャルのみ行われていたスタジオの観覧を通常放送にも拡大（観覧客はファンクラブ会員限定）。
- 2011年7月23日・7月24日に放送された『FNS27時間テレビ めちゃ²デジッてるッ! 笑顔になれなきゃテレビじゃないじゃ〜ん!!』では、「3大笑顔企画」のひとつとして「出張BISTRO SMAP」が放送された（内容については当該項を参照のこと）。
- 2013年3月25日放送から「BISTRO SMAP 別館」が従来のグループ戦と共存する形でスタート。個人戦で、1人ずつカウンターで料理を振る舞い、オーナーや料理していないメンバーは、ゲストと企画・トークを繰り広げる。「別館」の最初のゲストは堀北真希。
- 関東地区では2013年9月29日放送の『SMAP GO!GO!直前SP』内で、昨年（2012年）春に収録をしながらも諸事情のために未放送となっていた回（ゲスト：三ツ矢雄二・戸田恵子・竹下景子）を放送した。
- 2014年3月24日放送では、タモリが登場。その際に、タモリが「もう、誰も文句言わないよ」という言葉を草彅に言ったため、草彅が実に5年ぶりに禁酒を解禁した。そして、試食の際にSMAP全員と乾杯をした。これ以降、草彅は再び酒を嗜むようになった。
- 2014年7月27日放送の『武器はテレビ。SMAP×FNS 27時間テレビ』内で、総合司会を務めるSMAP5人がゲストとして迎え入れられる「ごちそう BISTRO SMAP」が放送された。また、同日の『27時間テレビ サザエさんスペシャル』では事実上、当コーナーが登場した（これは、磯野家の近くにある公園で、SMAPメンバーが移動キッチン車で料理を作る内容があったため）。
- 2015年5月11日放送から不定期で且つ番組開始20年目突入イヤー特別企画として、SMAPメンバーがゲストとして迎え入れられる「シャッフルBISTRO」がスタート（ゲストがSMAP自身というのは、FNS27時間テレビや総集編等を除くと放送開始以来、初めてのことである）。ゲストのメンバーは私服で登場した。オーナーは前回のゲストのメンバーが務める交代制。
  - 放送日・ゲスト・オーナーは以下の通り。

| 回    | 放送日         | オーナー | ゲスト   |
| ----- | -------------- | -------- | -------- |
| 第1回 | 2015年5月11日  | 中居正広 | 草彅剛   |
| 第2回 | 2015年8月10日  | 草彅剛   | 香取慎吾 |
| 第3回 | 2015年11月16日 | 香取慎吾 | 木村拓哉 |
| 第4回 | 2016年2月8日   | 木村拓哉 | 稲垣吾郎 |
| 第5回 | ※              | 稲垣吾郎 | 中居正広 |

- ※「シャッフルBISTRO」は第5回のみSMAP解散騒動の影響で、行なわれていない。
- 2016年2月15日放送以降はSMAP解散騒動の影響でスタジオの観覧が中止され、観覧客の声はラフトラック若しくは収録したVTRを観覧してもらう方式で対応した。
- 『SMAP×SMAP』終了に伴い、2016年12月19日放送をもって「閉店」。最終ゲストにはタモリが出演。この回はタモリとの共演の歴史を『笑っていいとも!』の「テレフォンショッキング」でのメンバー初登場時や『FNS27時間テレビ』などの映像で振り返るなど、終始和やかなムードで進行し、『いいとも』終了から現在までの生活などについてトークした[1][2]。また「みんなで試食」が復活、6人でビールの乾杯も行われた。この際、香取がビールを何杯も飲み、「飲み過ぎだよ!」と中居が注意して笑いが起こる場面もあった。コーナー最後のゲスト判定の際にタモリは「最終回だから、判定はいいでしょ」「おいしかったよ」「乾杯したら仲良し。勝敗はない」[1] とした。中居が粘り強く判定を求めるも、タモリは「俺はね、ずーっと判定ばっかやってきたんだよ。もうたくさんだ。判定なんかしたくない。俺は23の時から判定だけの人生だった。ここは判定したくないって時も判定してきた。そしてこの歳になったんだよ。もう俺は判定は飽き飽きだ。人生に判定なんかどうでもいいことだ」[2] という名言も飛び出し判定を断ると、中居も了承し（香取が「引き分けって言うか、ここまでスタートから支配人を務めてくれた、勝者は中居くん！」と話した）「どっちも美味しかった」[1] とのことで、引き分けとなった。最後はタモリから全員に各メンバー全員の名前と『SMAP×SMAP』ロゴがついたバカラ (ガラス) 製の五角形型のオブジェが贈呈され[1][2]、20年9か月にわたる歴史に幕を下ろした。なお、この日の放送の視聴率は16.3%（瞬間最高は18.6%。ともにビデオリサーチ調べ、関東地区・世帯・リアルタイム）を記録した[3]。

### 政界人の出演

#### 国会議員
政界からは、放送当時現職の国会議員として、1999年6月14日に小泉純一郎、2000年7月9日に田中眞紀子、2005年3月14日に安倍晋三、2006年12月18日に杉村太蔵、2008年2月18日に麻生太郎、2013年4月22日に石破茂が来店している。なお、首相退任後の細川護熙も1998年7月18日に出演している。

##### 出演後に内閣総理大臣
小泉が来店した時は中居が「総理大臣にでもなっちゃうんじゃないですか?」と冗談で言い、それに対し小泉が「I'mソーリ」と洒落を言ってその場を笑わせていたが、それは1年10か月後に現実のものとなる。そして安倍も出演1年半後、麻生も出演7か月後に内閣総理大臣に就任した。安倍は一度内閣総理大臣を辞任しており、辞任した5年3か月後に再び内閣総理大臣に就任している（その3か月前に自由民主党結党以来初となる党総裁に返り咲いている）。その後、7年8か月間の長期政権を担い、一度目の辞任と同様の理由で内閣総理大臣を勇退した。石破も出演約11年半後（BISTRO SMAP及び当番組終了後の約8年後）の2024年10月1日に内閣総理大臣に就任した。

#### 地方首長
2003年9月22日には長野県知事の田中康夫が出演し、2007年11月19日には宮崎県知事東国原英夫がゲスト出演した際、「宮崎てげてげ音頭」が使用され、放送後視聴者からこの曲についての問い合わせの電話が殺到した（その後2011年4月25日放送分も出演）。2008年3月31日には、大阪府知事に就任して間もない橋下徹が出演している（その後、大阪市長も歴任し、政界引退後の2016年9月5日放送分も出演）。2016年10月3日には、東京都知事の小池百合子が出演した。

#### 外国要人
2010年2月22日の放送では、ソビエト連邦最後の最高指導者（書記長→大統領）だったミハイル・ゴルバチョフが来店し、独特のペースにメンバーは翻弄された。勝った木村・稲垣ペアにはゴルバチョフがその場でサインを入れたマトリョーシカ人形をプレゼントされた。

### スポーツ人の出演
プロ野球選手やサッカー選手、競馬騎手など、スポーツ関係者がゲストとなる事例も多い。プロ野球選手が来店した際には愛用品や選手のサインをプレゼントされることが多く、野球ファンである中居はもらえない立場なので、よくおねだりする（後ろに隠しておいて持って帰ろうとしたこともあった）。中居は2003年2月17日の放送で、当時読売ジャイアンツ所属の清原和博からご褒美にサイン入りバットをもらったが、清原はサインを書く際に「中居」の「居」の字を「井」に書き間違えてしまった（後でマジックで上から書き直した）。競馬騎手は武豊などが出演した。
- 2005年1月17日生放送の『SMAP×SMAP'05ワールド生放送SP』では和食料理店「BISTRO SMAP別館 割烹すまっぷ」を、試食判定ゲストに中日ドラゴンズ監督の落合博満、東北楽天ゴールデンイーグルスの初代監督の田尾安志（肩書はいずれも当時）を呼び、生放送の12分間で調理を行った。注文時は（割烹という設定上）「喜んで」という挨拶だったが、香取は通常通り「ウィームッシュ」と叫んでしまった。しかし香取はそれをつられて言ってしまった草彅になすりつけ草彅がメンバーに指摘された。
- 2006年3月13日放送では全員の試食時に荒川静香とSMAP全員での乾杯が行われた。また、2008年2月4日放送でも、試食の前にゲストである白鵬とSMAP全員での乾杯が行われた。
- 2012年10月15日放送では、ウサイン・ボルトが出演。
- 2015年11月2日放送では、ラグビー日本代表・五郎丸歩選手と所属チーム（ヤマハ発動機ジュビロ）の清宮克幸監督が出演[4]。
- 2016年2月15日放送では、2016年1月場所に日本出身力士として10年ぶりに優勝を果たした、大相撲・琴奨菊夫妻と豊ノ島が出演[5]。

### 記録
- 第一回のゲストは大原麗子。2009年8月3日に大原が死去。同年8月10日に第一回分が再編集され、放送された。
- 史上最高齢のゲストは2008年4月14日の日野原重明で96歳。
- 史上最年少のゲストは2016年5月2日の市川海老蔵の長男・堀越勸玄で3歳[6]。
- 最多人数出演は、2010年1月4日放送のAKB48メンバーで48人。
- 最終回のゲストはタモリ。

## ゲストとオーダー一覧
| 放送日   | ゲスト       | オーダー             | 備考                     |
| -------- | ------------ | -------------------- | ------------------------ |
| 4月15日  | 大原麗子     | 昔カレー             |                          |
| 4月22日  | 浅野ゆう子   | 八宝菜               |                          |
| 4月29日  | 島田陽子     | チーズフォンデュ     |                          |
| 5月6日   | 小林幸子     | コロッケ             |                          |
| 5月13日  | 多岐川裕美   | イタリア料理         |                          |
| 5月20日  | 泉ピン子     | ちらし寿司           |                          |
| 5月27日  | 桃井かおり   | 点心                 | 森且行 ラスト            |
| 6月3日   | 賀来千香子   | ムリガトーニ         |                          |
| 6月10日  | 眞野あずさ   | クリームシチュー     |                          |
| 6月17日  | 松坂慶子     | お弁当               |                          |
| 6月24日  | 野際陽子     | ハンバーグ           |                          |
| 7月1日   | かたせ梨乃   | ガイヤーン           |                          |
| 7月8日   | 中田喜子     | 活きのいい魚料理     |                          |
| 7月15日  | 田中好子     | ロールキャベツ       |                          |
| 7月22日  | 中村玉緒     | 卵料理               | 夏休みスペシャル 生放送  |
| 7月29日  | 眞野響子     | パエーリャ           |                          |
| 8月5日   | 佐久間良子   | ソーセージ           |                          |
| 8月12日  | 宮崎淑子     | 冷たい麺             |                          |
| 8月19日  | 坂口良子     | 太巻き寿司           |                          |
| 8月26日  | 中野良子     | アランチーニ         |                          |
| 9月2日   | 藤谷美和子   | お子様ランチ         |                          |
| 9月9日   | かとうかずこ | 炊き込みご飯         |                          |
| 9月16日  | 松下由樹     | 日本の朝ご飯         |                          |
| 9月23日  | 高橋惠子     | ピザ                 |                          |
| 9月30日  | 宍戸 錠      | かき揚げ丼           | 第1回 ビストロ王座決定戦 |
| 9月30日  | 斉藤由貴     | オムライス           | 第1回 ビストロ王座決定戦 |
| 9月30日  | 周 富徳      | 焼きそば             | 第1回 ビストロ王座決定戦 |
| 10月21日 | 江角マキコ   | ホットケーキ         |                          |
| 10月28日 | 古手川祐子   | 鳥づくし             |                          |
| 11月4日  | 南果歩       | 関西風うどん         |                          |
| 11月11日 | 中井貴惠     | 鍋                   |                          |
| 11月18日 | 中村あずさ   | デザート             |                          |
| 11月25日 | 南野陽子     | 野菜料理             |                          |
| 12月2日  | 榊原郁恵     | ビーフストロガノフ   |                          |
| 12月2日  | 井森美幸     | ビーフストロガノフ   |                          |
| 12月9日  | 大地真央     | お好み焼き           |                          |
| 12月16日 | 萬田久子     | クリスマスディナー   |                          |
| 12月30日 | 加賀まりこ   | 豆腐                 | 大シェイクSP!            |
| 12月30日 | 永島敏行     | うどん               | 大シェイクSP!            |
| 12月30日 | 坂井宏行     | フレンチのフルコース | 大シェイクSP!            |

| 放送日   | ゲスト     | オーダー                                    | 備考                                   |
| -------- | ---------- | ------------------------------------------- | -------------------------------------- |
| 1月13日  | 安達祐実   | 納豆                                        |                                        |
| 1月20日  | 池上季実子 | 海老しんじょう湯葉巻き シェフのお勧め魚料理 |                                        |
| 1月27日  | 梶芽衣子   | 肉を使わない肉料理                          |                                        |
| 2月3日   | 山本陽子   | パン                                        |                                        |
| 2月10日  | 紺野美沙子 | バレンタインデーにふさわしい料理            |                                        |
| 2月17日  | 高橋ひとみ | 具だくさんのスープ                          |                                        |
| 2月24日  | 若尾文子   | ステーキ                                    |                                        |
| 3月3日   | 原田美枝子 | お寿司                                      |                                        |
| 3月10日  | 石田ゆり子 | 香味野菜                                    |                                        |
| 3月24日  | 木の実ナナ | シーフードピラフ                            | 第2回 ビストロ王座決定戦               |
| 3月24日  | 萩原流行   | 酢豚                                        | 第2回 ビストロ王座決定戦               |
| 3月24日  | 道場六三郎 | 鯛を使った物                                | 第2回 ビストロ王座決定戦               |
| 4月4日   | 松たか子   | 豆腐                                        | ’97 春の大宴会（生）スペシャル         |
| 4月21日  | 十朱幸代   | カレー                                      |                                        |
| 4月28日  | 石田ひかり | 牛タン                                      |                                        |
| 5月5日   | 名取裕子   | スフレ                                      |                                        |
| 5月12日  | 財前直見   | ナシゴレン                                  |                                        |
| 5月19日  | 手塚理美   | おにぎりセット                              |                                        |
| 5月26日  | 岸本加世子 | 餃子                                        |                                        |
| 6月2日   | 千堂あきほ | ミートスパゲティ                            |                                        |
| 6月9日   | 大谷直子   | クラブハウスサンドイッチ                    |                                        |
| 6月16日  | 酒井和歌子 | 昭和30年代のスペシャルランチ                |                                        |
| 6月23日  | 秋吉久美子 | モモ                                        |                                        |
| 6月30日  | 長山藍子   | お酒のおつまみ                              | ’97 夏まで待てない15分拡大スペシャル   |
| 7月7日   | 池内淳子   | 手打ちそば                                  |                                        |
| 7月14日  | 高島礼子   | ドーナツ                                    |                                        |
| 7月21日  | 松雪泰子   | フレンチトースト                            |                                        |
| 7月28日  | 観月ありさ | グレープフルーツ料理                        | ’97 真夏の（生）スペシャル             |
| 8月4日   | 小川真由美 | カツ料理                                    |                                        |
| 8月11日  | 竹下景子   | 沖縄料理                                    |                                        |
| 8月18日  | 宮沢りえ   | キャベツ料理                                |                                        |
| 8月25日  | 吉行和子   | おこげ料理                                  |                                        |
| 9月1日   | 草笛光子   | 生ハム＆イタリアン                          |                                        |
| 9月8日   | 丘みつ子   | 和菓子 自作の皿盛り                         |                                        |
| 9月15日  | 高倉健     | カレー                                      | ’97 秋まで待てない15分拡大スペシャル   |
| 9月29日  | 宮本信子   | 卵料理                                      | 第3回 BISTRO KING決定戦                |
| 9月29日  | 伊丹十三   | イタリアン                                  | 第3回 BISTRO KING決定戦                |
| 9月29日  | 服部幸應   | なす料理                                    | 第3回 BISTRO KING決定戦                |
| 10月20日 | 黒木瞳     | 栗料理                                      |                                        |
| 10月27日 | 岡江久美子 | 青魚料理                                    |                                        |
| 11月3日  | 葉月里緒菜 | ジャガイモ料理                              |                                        |
| 11月10日 | 斉藤慶子   | 大根料理                                    |                                        |
| 11月17日 | 片平なぎさ | レバー料理                                  |                                        |
| 11月21日 | 松田聖子   | がめ煮（福岡料理）                          | ’97 真冬まで待てない20分拡大スペシャル |
| 12月1日  | 鈴木杏樹   | アボカド料理                                |                                        |
| 12月8日  | 桜井幸子   | 梅干し料理                                  |                                        |
| 12月15日 | 富田靖子   | 米・アイス･果物を使ったクリスマス料理       | ’97クリスマススペシャル                |
| 12月29日 | 倍賞千恵子 | 海苔料理                                    | '97 夜空ノムコウ スペシャル            |
| 12月29日 | 岡田真澄   | 具だくさんのスープ                          | '97 夜空ノムコウ スペシャル            |
| 12月29日 | 陳建一     | 麻婆豆腐の入った夕食                        | '97 夜空ノムコウ スペシャル            |

| 放送日   | ゲスト                   | オーダー                                                        | 備考                             |
| -------- | ------------------------ | --------------------------------------------------------------- | -------------------------------- |
| 1月12日  | 瀬戸朝香                 | マヨネーズを使った料理                                          | ’98 今年もやるね（生）スペシャル |
| 1月19日  | 坂井真紀                 | 嫌いな牛乳を好きにしてくれる料理                                |                                  |
| 1月26日  | 松嶋菜々子               | ゴマ料理                                                        |                                  |
| 2月2日   | 岩下志摩                 | パンプキンを使った料理                                          |                                  |
| 2月9日   | 大空眞弓                 | 体においしい夜食                                                |                                  |
| 2月16日  | 星由里子                 | 餅を使った料理                                                  |                                  |
| 2月23日  | 熊谷真実                 | キムチ料理とさっぱりデザート                                    |                                  |
| 3月2日   | 深津絵里                 | エビを使った料理                                                |                                  |
| 3月9日   | 久本雅美                 | 豆料理                                                          |                                  |
| 3月30日  | ウーピー・ゴールドバーグ | フライドチキン、マッシュドポテト ポークチョップ・コーンブレッド | ’98 春空ノムコウスペシャル       |
| 4月13日  | 松本幸四郎               | 花見に似合う料理                                                | ’98 春の15分拡大（生）ＳＰ       |
| 4月20日  | 里谷多英                 | トロ～リとろけるチーズ料理                                      |                                  |
| 4月27日  | 国生さゆり               | 玉ねぎ料理                                                      |                                  |
| 5月4日   | 藤原紀香                 | 好きな魚を使った料理                                            |                                  |
| 5月11日  | 音無美紀子               | ロールケーキ＆ミートパイ                                        |                                  |
| 5月18日  | 木村佳乃                 | 青菜料理                                                        |                                  |
| 5月25日  | 田中美佐子               | ハンバーグ料理                                                  |                                  |
| 6月1日   | 酒井法子                 | ギリシャ料理                                                    |                                  |
| 6月8日   | 鶴田真由                 | 彼女に作ってあげたい料理                                        |                                  |
| 6月15日  | 田中美里                 | にんじん料理                                                    |                                  |
| 6月22日  | 松本明子                 | 麺料理                                                          |                                  |
| 6月29日  | 浅田美代子               | ごはん･きんぴら･肉料理                                          |                                  |
| 7月6日   | 飯島直子                 | トマト料理                                                      |                                  |
| 7月13日  | 菊池桃子                 | いわし料理                                                      |                                  |
| 7月27日  | 秋野暢子                 | 貝料理                                                          |                                  |
| 8月3日   | 篠原ともえ               | 冷麺                                                            | ’98 真夏のS1グランプリ           |
| 8月10日  | 小林聡美                 | いろいろな甘味物                                                |                                  |
| 8月17日  | 永作博美                 | ふりかけ・野菜のおかず                                          |                                  |
| 8月24日  | 司 葉子                  | お酒を使った料理                                                |                                  |
| 8月31日  | 栗原小巻                 | ニューオリンズ料理                                              |                                  |
| 9月7日   | 野沢直子                 | ベトナム料理                                                    |                                  |
| 9月14日  | 純名里沙                 | なす料理                                                        |                                  |
| 9月30日  | 貴乃花関                 | 味噌汁                                                          | 第4回 BISTRO KING決定戦          |
| 9月30日  | 小林カツ代               | かた焼きそば                                                    | 第4回 BISTRO KING決定戦          |
| 9月30日  | 貴乃花関・小林カツ代     | 米                                                              | 第4回 BISTRO KING決定戦          |
| 10月19日 | 大竹しのぶ               | かまぼこ                                                        |                                  |
| 10月26日 | 室井滋                   | 松茸をいっぱい使った料理                                        |                                  |
| 11月2日  | 有森也実                 | 海苔料理                                                        |                                  |
| 11月9日  | いしだあゆみ             | カラフルな焼き魚料理                                            |                                  |
| 11月16日 | 稲森いずみ               | 豚肉の生姜焼き                                                  |                                  |
| 11月23日 | 原日出子                 | おいしいダイエット料理                                          |                                  |
| 11月30日 | 古村比呂                 | とん汁                                                          |                                  |
| 12月7日  | 菅野美穂                 | ワインに合う料理                                                |                                  |
| 12月21日 | 坂本龍一                 | ハードな仕事の後 ホッと一息つける料理                           |                                  |
| 12月28日 | 中村勘九郎               | 納豆･卵                                                         | ’98 冬の2時間スペシャル          |
| 12月28日 | 田崎真也                 | エルミタージュ’96に合う料理                                     | ’98 冬の2時間スペシャル          |
| 12月28日 | ビビアン・スー           | 牛肉                                                            | ’98 冬の2時間スペシャル          |

| 放送日  | ゲスト                  | オーダー                                                                       | 備考                        |
| ------- | ----------------------- | ------------------------------------------------------------------------------ | --------------------------- |
| 1月11日 | 佐々木主浩              | トンカツ                                                                       | ’99 新春Ｓ1（生）スペシャル |
| 1月18日 | 市毛良枝                | チーズの料理                                                                   |                             |
| 1月25日 | 市原悦子                | 温かく消化の良い汁物                                                           |                             |
| 2月1日  | 東ちづる                | ふるさと瀬戸内魚介を使った料理                                                 |                             |
| 2月8日  | 吉井理人                | メキシコ料理                                                                   |                             |
| 2月15日 | 藤山直美                | 丼物                                                                           |                             |
| 2月22日 | ともさかりえ            | ちらし寿司とデザート                                                           |                             |
| 3月1日  | 松本伊代                | アワビとカニの料理                                                             |                             |
| 3月8日  | 三田佳子                | アイデア天ぷら                                                                 |                             |
| 3月15日 | 雛形あきこ              | ごぼう料理                                                                     |                             |
| 4月5日  | 橋田 壽賀子・ 赤木 春恵 | 橋田さん家でとれた おいしい大根を使った料理麺類 ワインがおいしく楽しめる魚料理 | 第５回 BISTRO KING決定戦    |
| 4月5日  | 尾崎将司                | 橋田さん家でとれた おいしい大根を使った料理麺類 ワインがおいしく楽しめる魚料理 | 第５回 BISTRO KING決定戦    |
| 4月5日  | 田崎真也                | 橋田さん家でとれた おいしい大根を使った料理麺類 ワインがおいしく楽しめる魚料理 | 第５回 BISTRO KING決定戦    |

## エピソード
- 初期の放送では、ゲストの嫌いな食べ物の下調べがされなかったためか、シェフの調理する様子を見たゲストが「○○はあまり好きじゃないんです…。」などと言い、その発言にシェフが慌てて食材を変更するというシーンが見受けられた。初期の頃はSMAPよりも年齢が上のベテラン女優、俳優がゲストにくることがほとんどだった。中期以降になると、事前に希望の料理や好き嫌いに関するアンケートを書いてもらったり、事前に料理打ち合わせなどを行うことにより、こういった事例はほとんど無くなったが、全く見られないわけではなかった。
- 現在の2チームに分かれて行うグループ戦の時は、原則として正面から向かって左側に木村が固定で残りのメンバーが入れ替わっている。香取は正面向かって右側にいることが多い。この正面から向かって左側に木村が固定になっている理由としては、荒井昭博プロデューサーが「木村はカメラ映りを考えた時に、右から映した時と左から映した時を比べた場合、右から映した（つまり、キッチンは左側）ほうが暖かいから、木村は動かすな。」との指示のもと、固定になった[7]。これは、番組中期頃から行われるようになった。
- 森最後の出演である1996年5月27日放送分では、木村•森ペア、草彅•香取ペアが対戦したがゲストの桃井かおりが、「判定って…こっち(木村•森ペア)ですよ」と言うまでに差がついてしまった。これを受けて翌週以降、「シンツヨの料理特訓」と称し、草彅•香取が料理に必要な技術を料理のプロ(専門学校の教師など)である講師に教えてもらいながら練習するというコーナーが同年秋頃まで放送されていた。
- タモリ・ビートたけし・明石家さんまといった「お笑いBIG3」や所ジョージ、島田紳助など、大御所芸人が出演するとその後のコーナーや翌週以降の放送の1コーナーにゲスト出演する事があった。
- 稲垣の謹慎中からシェフとして参加していた中居は、本人が大のバナナ好きということもあり、メニューにバナナを必ず登場させており、それがきっかけで、番組内で加藤あいとのバナナのCMコントが制作されるまでに至った。
- 2012年7月2日放送分では北村一輝・栗山千明・玉森裕太の『ATARU』出演者が来店、他局のドラマの最終回から間もない出演に、主演でもある中居は「（ドラマの）打ち上げから3日しか経ってないし、そもそもここフジテレビだし！」と苦笑いしていた。中居が主演を務めているとはいえ、他局の番組の映像が流れることはもとより、番組のメイン企画に出演することは前代未聞であり、日本のテレビ番組の歴史の中でも、極めて稀な例となっている。
- 番組開始当初より、ゲストによる試食終了後の判定までの間、トークを交えながら中居による「はい、みんなで試食でーす。」というコールのあと相手チームの料理をSMAP各メンバーが試食、中居は両チームの料理を試食していたが、格付けビストロ開始以降休止し、2011年5月23日放送分で従来のルールに戻されてからは前述の最終回を除き完全に廃止された。ただ、以降の放送分では、中居がメンバーの料理に強い関心を示したりして、結果として中居一人だけが半ば強引にゲストの料理を試食するケースがたまにあった。
- コーナーのレシピ本が定期的に出版されていた頃は、ゲストにレシピ本をお土産として渡すのが恒例だった。レシピ本の出版が途絶えた現在ではその慣わしも無くなったが、「ビストロ Invitation」ではお土産（BISTRO SMAP特製の食器皿）が復活している。番組末期になると、SMAPメンバーからゲストにお土産を渡すということはほとんど無くなった。
- かつては4人のトーナメントで「BISTRO KING決定戦」を行っていた（過去の成績は後述）。
- 2015年6月1日放送分では益田由美率いる元フジテレビアナウンサーOG[注 3] が来店。香取・草彅チームのデザート「桃のコンポートとチーズアイス」が運ばれた際に、有賀さつきが「写メ撮りたい」と有賀のマネージャーにスマホを持ってくるように指示した。有賀の元にスマホが来て、デザートを撮影すると、香取が「20年ビストロをやってきた中で、写メ撮る人は初めてです。」と喜んだ。そのあと「せっかくだから」と中居がフジテレビ「花の三人娘」と呼ばれていた、河野景子、有賀、八木亜希子が寄り添う姿を有賀のスマホで撮影した。
- 番組終了後の2021年8月から、同じ関西テレビ制作の『火曜は全力!華大さんと千鳥くん』内で、本コーナーのパロディとして「BISTRO DAIAN」という企画が不定期放送されている[注 4]。内容は本家に準じており、進行はダイアン[注 5]、シェフは番組MCの博多華丸・大吉、千鳥[注 6] が担当した[8]。この企画は、番組の一部スタッフが共通していることなどから、博多華丸大吉が企画を提案し、正式に採用となった。

## チーム形態
| 通常時の「BISTRO SMAP」の形態 | 通常時の「BISTRO SMAP」の形態 | 通常時の「BISTRO SMAP」の形態 | 通常時の「BISTRO SMAP」の形態 | 通常時の「BISTRO SMAP」の形態                |
| 時期                          | オーナー（MC）                | シェフ（料理人）              | ギャルソン（給仕人）          | 衣装                                         |
| ----------------------------- | ----------------------------- | ----------------------------- | ----------------------------- | -------------------------------------------- |
| 1996.4.15 - 1996.5.20         | 中居                          | 木村チームvs森チーム          | 香取→草彅→稲垣                | 木村チーム→赤、森チーム→水色地に黄色のタイ   |
| 1996.5.27（森ラスト）         | 中居                          | 木村・森vs草彅・香取          | 稲垣                          | 木村と森は上記と同じ、草彅と香取は緑         |
| 森脱退以降                    | 中居                          | 2人vs2人                      | （廃止）                      | 木村+1人→赤、残った2人 →青または黄           |
| 稲垣謹慎期間中                | 1人 （週替り）                | 3人（個人戦）                 | （廃止）                      | 中居→桃色、木村→赤、草彅→黄、香取→緑         |
| 稲垣復帰 - 2002.12.30         | 1人 （週替り）                | 4人（個人戦）                 | （廃止）                      | 中居→桃色、木村→赤、稲垣→青 草彅→黄、香取→緑 |
| 2003.1.13 - 2003.2.24         | 1人 （週替り）                | 2人vs 2人                     | （廃止）                      | 中居→桃色、木村→赤、稲垣→青 草彅→黄、香取→緑 |
| 2003.3.3 - 2010.9.6           | 中居                          | 2人vs 2人                     | （廃止）                      | 木村→赤、稲垣→青、草彅→黄、香取→緑           |
| 2010.9.13 - 2011.5.16、5.30   | 中居                          | 4人（個人戦）                 | （廃止）                      | 木村→赤、稲垣→青、草彅→黄、香取→緑           |
| 2011.5.23、6.6 - 2016.12.19   | 中居                          | 2人vs 2人                     | （廃止）                      | 木村→赤、稲垣→青、草彅→黄、香取→緑           |

| 通常時と違う形態 | 通常時と違う形態 | 通常時と違う形態                                                                | 通常時と違う形態                                       | 通常時と違う形態 |
| 放送日           | オーナー（MC）   | シェフ（料理人）                                                                | お客様（ゲスト）                                       | 備考 |
| ---------------- | ---------------- | ------------------------------------------------------------------------------- | ------------------------------------------------------ | --- |
| 2005.1.17        | 中居             | 木村・稲垣vs草彅・香取                                                          | 落合博満田尾安志                                       | BISTRO SMAP別館「割烹すまっぷ」。 衣装も和装で、普段の掛け声の「ウィームッシュ」の代わりに「喜んで」だった。 |
| 2006.2.6         | 中居             | 木村vs稲垣vs香取（個人戦）                                                      | チャン・ドンゴン                                       | 草彅はインフルエンザで欠席。 |
| 2006.4.24        | 草彅・香取       | 木村・稲垣vsタモリ・中居                                                        | タモリ                                                 | ゲストと対決。アシスタントは中居、判定は草彅・香取が担当。 中居の衣装は桃色のコックコートではなく黒いエプロン。 |
| 2006.7.10        | 稲垣・香取       | 木村vs草彅（個人戦）                                                            | 米倉涼子                                               | 中居は流行性角結膜炎で欠席。 |
| 2007.7.29        | 中居             | 木村vs稲垣vs草彅（個人戦）                                                      | 香取慎吾                                               | 『FNS27時間テレビ みんな なまか だっ! ウッキー!ハッピー!西遊記!』内の1コーナー。 総合司会を務めた香取がメンバーから初めてゲストとして迎えられた。 |
| 2010.1.4         | 中居             | 木村vs稲垣vs草彅（個人戦）                                                      | AKB48                                                  | 4時間24分の生放送。香取がインフルエンザで欠席したため個人戦に。 メンバーは通常衣装の一部に香取の物を着用した。 |
| 2010.1.4         | 中居             | 木村vs稲垣vs草彅（個人戦）                                                      | 鳩山幸                                                 | 4時間24分の生放送。香取がインフルエンザで欠席したため個人戦に。 メンバーは通常衣装の一部に香取の物を着用した。 |
| 2010.12.20       | 中居             | 木村vs稲垣vs草彅vs香取vs岡村隆史（個人戦）                                      | めちゃイケメンバー                                     | 岡村はコックの衣装と中居のイメージカラーである桃色の前掛けを着用。 |
| 2012.7.22        | 中居             | SMAPチーム（香取・木村・稲垣）vsいいとも!チーム（タモリ・ベッキー・三ツ矢雄二） | 笑っていいとも!レギュラーメンバー                      | 『FNS27時間テレビ 笑っていいとも! 真夏の超団結特大号!! 徹夜でがんばっちゃってもいいかな?』内で「SMAP×SMAP 生でビストロやっちゃってもいいかな? いいとも!SP」を生放送した。 「残り6時間を頑張れる『団結ごはん』」をテーマにタモリと2度目のSMAP対ゲストの対決。草彅はマラソン中のため参加しなかった。 ゲストとしては、タモリは史上初2度目の登場でビストロのキッチンに立った。 アシスタントは『笑っていいとも!』から代表をして木曜レギュラーのベッキー・水曜レギュラーの三ツ矢雄二が登場した。 判定は『笑っていいとも!』全曜日レギュラー陣が担当。制限時間は約30分。 結果は11-4でチームのいいとも!チームの勝利。 勝ったタモリにはいいとも!女性陣からキスがプレゼントされた。 コーナーの最後には草彅への応援歌としてスタジオの全員で『オリジナル スマイル』を大合唱した（木村・稲垣はシェフ衣装を脱いで中に着込んでいた番組Tシャツに着替えた）。 尚、中断の形で愛知県名古屋市と豊明市にある中京競馬場からサマーマイルシリーズ 第1戦の第60回記念中京記念を放送した(解説・優木まおみ／実況・福原直英)。 |
| 2014.7.27        | 中居             | 坂上忍vs今田耕司・馬場裕之（ロバート）vs高橋尚子vs荒川静香                      | SMAP（中居正広・木村拓哉・稲垣吾郎・草彅剛・香取慎吾） | 『武器はテレビ。SMAP×FNS 27時間テレビ』内で「ごちそう BISTRO SMAP」を生放送した。 初のSMAPがゲストとして出演。 総合司会を務めるSMAPをもてなす為に、「このあとも元気でいられる料理」をテーマに坂上忍と今田耕司・馬場裕之が対決した。 また、上記のテーマで高橋尚子と荒川静香が対決した。 判定はSMAPの5人が担当。 結果は4-1-0-0で今田耕司・馬場裕之の勝利。 勝った今田耕司・馬場裕之には『FNS27時間テレビ』のロゴTシャツ全色がプレゼントされた。 |

| 「シャッフルBISTRO」の形態 | 「シャッフルBISTRO」の形態 | 「シャッフルBISTRO」の形態 | 「シャッフルBISTRO」の形態 | 「シャッフルBISTRO」の形態 |
| 放送日                     | オーナー（MC）             | シェフ（料理人）           | お客様（ゲスト）           | 備考 |
| -------------------------- | -------------------------- | -------------------------- | -------------------------- | --- |
| 2015.5.11                  | 中居                       | 木村vs稲垣vs香取（個人戦） | 草彅剛                     | 「シャッフルBISTRO」の第1回目のゲストとして、草彅剛が出演。 「草彅剛に食べさせたい料理」をテーマに木村拓哉と稲垣吾郎と香取慎吾が、1人ずつの3人で対決した。 結果は木村拓哉の勝利。 |
| 2015.8.10                  | 草彅                       | 中居vs木村vs稲垣（個人戦） | 香取慎吾                   | 「シャッフルBISTRO」の第2回目のゲストとして、香取慎吾が出演。 「香取慎吾に食べさせたい料理」をテーマに中居正広と木村拓哉と稲垣吾郎が、1人ずつの3人で対決した。 中居正広が、2006年以来の9年ぶりにシェフとして出演した。 同じく、草彅剛が、2006年以来の9年ぶりにオーナーとして出演した。 結果は稲垣吾郎の勝利。 「おいしいリアクション」は稲垣吾郎が担当。 |
| 2015.11.16                 | 香取                       | 中居vs稲垣vs草彅（個人戦） | 木村拓哉                   | 「シャッフルBISTRO」の第3回目のゲストとして、木村拓哉が出演。 「木村拓哉に食べさせたい料理」をテーマに中居正広と稲垣吾郎と草彅剛が、1人ずつの3人で対決した。 香取慎吾が、2006年以来の9年ぶりにオーナーとして出演した。 結果は稲垣吾郎の勝利。 「おいしいリアクション」は稲垣吾郎が担当。                                                                 |
| 2016.2.8                   | 木村                       | 中居vs草彅vs香取（個人戦） | 稲垣吾郎                   | 「シャッフルBISTRO」の第4回目のゲストとして、稲垣吾郎が出演。 「稲垣吾郎に食べさせたい料理」をテーマに中居正広と草彅剛と香取慎吾が、1人ずつの3人で対決した。 木村拓哉が、2003年以来12年ぶりにオーナーとして出演した。 結果は香取慎吾の勝利。 「おいしいリアクション」は草彅剛が担当。                                                                    |

## BISTRO KING決定戦の成績
| 回     | 放送日           | KING     | ゲスト                                       |
| ------ | ---------------- | -------- | -------------------------------------------- |
| 第1回  | 1996.9.30        | 稲垣吾郎 | 宍戸錠、斉藤由貴、周富徳                     |
| 第2回  | 1997.3.24        | 木村拓哉 | 木の実ナナ、萩原流行、道場六三郎             |
| 第3回  | 1997.9.29        | 稲垣吾郎 | 宮本信子、伊丹十三、服部幸應                 |
| 第4回  | 1998.10.5        | 木村拓哉 | 貴乃花、小林カツ代                           |
| 第5回  | 1999.4.5         | 香取慎吾 | 橋田壽賀子、赤木春恵、尾崎将司               |
| 第6回  | 1999.10.4        | 木村拓哉 | 千代大海、深田恭子、周富輝                   |
| 特別編 | 2000.7.9         | 草彅剛   | 田中真紀子                                   |
| 第7回  | 2002.9.23        | 木村拓哉 | 木梨憲武、RIKACO、中井貴一                   |
| 第8回  | 2004.11.29、12.6 | 稲垣吾郎 | KONISHIKI、武蔵丸親方、W（辻希美・加護亜依） |

- 特別編は2000年の27時間テレビの中の「生ビストロSP」。
- 第7回は中居も交えての5人のトーナメントでの勝負。

## レシピ本
このコーナーを基にしたレシピ本が放送開始の1996年から不定期に発売されている。
| 弾    | 発売日     | タイトル                                  |
| ----- | ---------- | ----------------------------------------- |
| 第1弾 | 1996.12.25 | ビストロスマップ 完全レシピ               |
| 第2弾 | 1997.12.20 | ビストロスマップ KANTANレシピ             |
| 第3弾 | 1998.12.20 | ビストロスマップ 美味しいレシピ           |
| 第4弾 | 2000.1.31  | ビストロスマップ からだにいいレシピ       |
| 第5弾 | 2001.3.20  | ビストロスマップ 新世紀こだわりレシピ     |
| 第6弾 | 2002.6.30  | ビストロスマップ かならずできる!!レシピ   |
| 第7弾 | 2003.12.17 | ビストロSMAPレシピ7th★Victory&Quick       |
| 第8弾 | 2011.6.21  | BISTRO SMAP おうちで簡単!ビストロスマップ |

## コラボレーション
2012年から2015年まで、毎年10月ごろにセブン&アイ・ホールディングス とのコラボレーションによる商品が発売された。同グループのセブン-イレブン・イトーヨーカドー・西武百貨店池袋本店において期間限定で発売されている。発売直前には、開発や試食の模様が番組内で放送されている。

### 各年内容
2012年
- 木村プロデュース「贅沢W（ダブル）ソースオムライス」
- 稲垣プロデュース「こだわりW（ダブル）ドレッシングサラダ」
- 草彅プロデュース「彩り具材と豆乳仕立てのクリームドリア」
- 香取プロデュース「マンゴーオレンジ仕立ての濃厚杏仁」

2013年
- この年から中居プロデュースのメニューが追加された。
- 中居プロデュース「具（ぐ）〜んとたっぷり!!しょうが焼きおむすび」
- 木村プロデュース「ミートソースの和風仕立てオムライス」
- 稲垣プロデュース「ハンディラップサラダ(チキン&ベーコン)」
- 草彅プロデュース「スモークサーモンとレモンクリームのパスタ」
- 香取プロデュース「苺みるく大福」・「キャラメルムース&香りとコクの珈琲ゼリー」

2014年
- 中居プロデュース「ど〜ん！と大きなチーズ焼つくね」
- 木村プロデュース「麻婆&海老チリ炒飯」
- 稲垣プロデュース「バジルソースのアボカドチキンサラダロール」
- 草彅プロデュース「18種具材のミネストローネスープパスタ」
- 香取プロデュース「お餅で包んだ苺レアチーズ」・「マンゴージュレ&ムースブラン」・「ショコラプリン&ムースオランジュ」

2015年
- 中居プロデュース「ラー油入味噌を添えた豚汁うどん」
- 木村プロデュース「Wソースカレー(キーマ&チキン)」
- 稲垣プロデュース「3種のレタス&タコスミートサンド」
- 草彅プロデュース「生姜香る！根菜ご飯で仕立てた鮭むすび」
- 香取プロデュース「いちごしょこら大福」・「苺ソースのクレームダンジュ」